# Dolç ocell de joventut
Dolç ocell de joventut (títol original en anglès: Sweet Bird of Youth) és una pel·lícula estatunidenca de Richard Brooks estrenada el 1962. Aquesta pel·lícula ha estat doblada al català.

## Argument
Al Sud dels Estats Units, un gigoló torna a la seva ciutat natal acompanyat d'una estrella alcohòlica i drogadicta.

## Repartiment
- Paul Newman: Chance Wayne
- Geraldine Page: Alexandra Del Lago
- Shirley Knight: Heavenly Finley
- Ed Begley: "Boss" Finley
- Rip Torn: Thomas J. Finley
- Mildred Dunnock: tia Nonnie
- Madaleine Sherwood :Miss Lucy
- Philip Abbott: el doctor George Scudder
- Corey Allen: Scotty

## Premis i nominacions[calcitació]

### Premis
- Oscar al millor actor secundari 1963 per Ed Begley
- Globus d'Or a la millor actriu dramàtica per Geraldine Page

### Nominacions
- Oscar a la millor actriu per Geraldine Page
- Oscar a la millor actriu secundària per Shirley Knight
- BAFTA a la millor actriu estrangera per Geraldine Page
- Globus d'Or al millor actor dramàtic per Paul Newman
- Globus d'Or al millor actor secundari per Ed Begley
- Globus d'Or a la millor actriu secundària per Shirley Knight

## Al voltant de la pel·lícula
Aquesta pel·lícula és l'adaptació cinematogràfica d'una obra teatral homònima de 1959.